# Castillo de Čachtice
El Castillo de Čachtice (AFI: [tʃaxtʲɪtse], en eslovaco: Čachtický hrad, en húngaro: Csejte vára) se encuentra en lo alto de un cerro a 350 m s. n. m., en la aldea de Čachtice, actual Eslovaquia.

## Historia
El castillo fue construido en el siglo XIII para proteger la frontera occidental del Reino húngaro. Originalmente era de estilo románico con una interesante torre con forma de herradura. Más tarde se convirtió en un castillo gótico y su tamaño se incrementó en los siglos XV y XVI, siendo reformado en el renacimiento y en el siglo XVII. A lo largo de su historia, el castillo ha pertenecido a diferentes familias aristocráticas. En 1708 fue capturado y saqueado por los rebeldes de Francisco Rákóczi II. Ha estado en decadencia desde entonces, pues en la actualidad está prácticamente en ruinas.
El castillo es conocido por haber pertenecido a la condesa Erzsébet Báthory, apodada despectivamente «la Condesa Sangrienta», a la que se le atribuye la muerte de 630 muchachas de entre nueve y dieciséis años, motivada por su obsesión por la belleza. Tras conocerse sus crímenes, Erzsébet fue encarcelada en el castillo, donde murió.